# 1825年古典音樂
本頁面是1825年間古典音樂事件（含相關話題）的紀錄頁。

## 事件

### 作品
- 舒伯特C大調鋼琴奏鳴曲，目錄第840號
- 舒伯特A小調鋼琴奏鳴曲，目錄第845號
- 舒伯特D大調鋼琴奏鳴曲，目錄第850號
- 蕭邦三首波蘭舞曲，第71號作品
- 貝多芬第13號弦樂四重奏，第130號作品
- 貝多芬第15號弦樂四重奏，第132號作品
- 孟德爾頌八重奏，第20號作品

### 演出活動
- 3月21日：貝多芬第9號交響曲的英國首演

## 出生人物

### 9月
- 11日：爱德华·汉斯力克
- 25日：小约翰·施特劳斯

## 逝世人物

### 5月
- 7日：義大利作曲家安东尼奥·萨列里，享年74

### 10月
- 10日：烏克蘭作曲家德米特里·博尔特尼扬斯基，享年7

### 11月
- 19日：波西米亞作曲家扬·瓦茨拉夫·沃日谢克，得年34